# Trg Oberdan
Trg Oberdan (italijansko Piazza Oberdan, uradno Piazza Guglielmo Oberdan – »Trg Guglielma Oberdana«) je eden glavnih trgov v Trstu in eno glavnih vozlišč javnega prevoza v mestu. Stoji nedaleč od glavne železniške postaje, glavne pošte in sodišča ter je sedež Deželnega sveta Furlanije - Julijske krajine.

## Zgodovina
Trg je bil prvotno del Contrada del Torrente (danes ulica Carducci), ki je dobila ime po zbiralniku, ki je odvajal razne tržaške potoke proti morju, izkopanem po poplavi leta 1756. Že v prvi polovici devetnajstega stoletja je bila čez »potok« speljana cesta, pod katero teče še danes.
Po ukazu Marije Terezije so na mestu sedanjega trga zgradili bolnišnico, ki je delovala med letoma 1764 in 1790 (po nekaterih virih med letoma 1766 in 1785), nakar jo je Jožef II. preuredil v vojašnico, ki je tam ostala do konca habsburške vladavine. V njej so leta 1882 zaprli in obesili iredentista Viljema Oberdanka (Guglielma Oberdana) po njegovem poskusu atentata na Franca Jožefa.
Leta 1902 je trg, po katerem so že potekali tiri tržaškega tramvajskega omrežja, postal končna postaja tramvaja Trst–Opčine.
Po prehodu Trsta pod Italijo so trg povečali, vojaške objekte pa porušili z izjemo Oberdankove celice, ki so jo preuredili v spomenik. Sledilo je obdobje številnih gradenj pod vodstvom arhitekta Umberta Nordia: okoli Oberdanove celice je bila po Nordievih načrtih zgrajena stavba Mestnega muzeja risorgimenta, poleg nje pa so zrasli stavba TELVE (kjer je imel v tridesetih letih prejšnjega stoletja sedež Radio Trst), sedeža podjetij RAS in INA Assitalia. Od prvotnih stavb trga je ostal Fabianijev Narodni dom, ki ga je s trga odrezala izgradnja palače Arrigoni med letoma 1923–25, poleg njega pa še palača Vianello (1904, Ruggero Berlam) in stavba, v kateri je danes hotel (1804).
Med nemško okupacijo je bil na trgu sedež gestapa.
Po drugi svetovni vojni je bila dokončana Casa del Lavoro (prvotno Casa dell' Opera nazionale balilla), ki sta jo zasnovala Nordio in Raffaello Battigelli med Oberdanovim svetiščem in stavbo Telve. V leih 1964–68 je v njem imelo sedež Mednarodno središče Abdusa Salama za teoretično fiziko, nato pa se je vanjo vselil deželni svet.

## Spomenik
V središču trga je elipsasta gredica s fontano, nad katero stoji spomenik Marcella Mascherinija, uradno imenovan Cantico dei Cantici (»Visoka pesem«), Tržačanom pa bolj znan kot »Zaročenca«. Ljudsko ime spominja na dvaindvajsetletnega študenta Pina Robustija, ki so ga 19. marca 1945, ko je na trgu čakal svojo zaročenko, ustavili in aretirali SS-ovci ter ga odpeljali v Rižarno, kjer je umrl. Pred smrtjo je 5. aprila zaročenki napisal pismo, v katerem je opisal dogodke in svoja čustva.